# Kanal ob Soči község
Kanal ob Soči község (szlovén nyelven: Občina Kanal ob Soči) Szlovénia 212 alapfokú közigazgatási egységének, azaz községének egyike a Goriška statisztikai régióban. Kanal ob Soči 1994-ben vált községgé. A község székhelye Kanal város. Lakosainak száma 5304 fő (2019).

## A község települései
A községhez Kanal székhelyen kívül a következő települések tartoznak:
- Ajba
- Anhovo
- Avče
- Bodrež
- Čolnica
- Deskle
- Doblar
- Dolenje Nekovo
- Goljevica
- Gorenja Vas
- Gorenje Nekovo
- Gorenje Polje
- Jesen
- Kal nad Kanalom
- Kambreško
- Kamenca nad Ložicami
- Kanalski Vrh
- Krstenica
- Levpa
- Lig
- Ložice
- Močila
- Morsko
- Paljevo
- Plave
- Prilesje pri Plavah
- Ravna
- Robidni Breg
- Ročinj
- Seniški Breg
- Ukanje
- Zagomila
- Zagora
- Zapotok

## Népesség
| 2019 | 5 304 |